# Pentatomophaga latifascia
Pentatomophaga latifascia là một loài ruồi trong họ Tachinidae.